# Patrick Topaloff
Patrick Topaloff est un animateur, acteur et chanteur français, né le 30 décembre 1944 dans le 15e arrondissement de Paris et mort le 7 mars 2010 à Sèvres.

## Biographie

### Famille et formation
Patrick Topaloff naît d'un père russe de Géorgie et d'une mère corse. Il se définit plus tard lui-même comme un « délicat entremets franco-russe » et affirme être le petit-fils d'un prince géorgien. À l'université, il obtient une licence d'histoire.

### Carrière
Patrick Topaloff commence sa vie professionnelle en étant marin sur un bateau de pêche, concierge, et manutentionnaire.
Il effectue son service militaire au 9e régiment du génie à Neuf-Brisach du 1er mars 1965 au 30 juin 1966.
En 1966, il se présente à un concours sur RMC qui recherche des animateurs. Il est sélectionné en compagnie d'un autre débutant, Jean-Pierre Foucault, qui devient son meilleur ami. En janvier 1967, il entre à Europe 1 où il devient rapidement une vedette des ondes. Ses émissions s'appellent Service de nuit, Tais-toi, tais-toi tu m'affoles !, Topaloff en liberté et À la soupe, à la soupe ! dont les « calembourdingues » sont très appréciés des écoliers.
En 1970, il est invité par Claude François dans son moulin de Dannemois, qui lui propose de produire un disque : c’est Qu'i m'énerv' , qui se vend à 60 000 exemplaires, un score honnête.
Il poursuit sa carrière musicale en 1971 avec une chanson composée par Jean-Pierre Bourtayre et adaptée d'une vieille comptine populaire par Claude François, J'ai bien mangé, j'ai bien bu, qui s'écoule à plus de 300 000 exemplaires. En tournée avec Claude François, il assure ses premières parties. Il entame une carrière cinématographique, d'abord comme figurant dans (notamment) La Brigade en folie (1973), Le Plumard en folie et Le Führer en folie (1974). En 1977, il joue un chauffeur dans Drôles de zèbres, réalisé par Guy Lux, où il partage l'affiche avec Sim travesti en baronne.
En 1977, il reprend à sa façon le tube de Chuck Berry, Johnny B. Goode. Sa version, Ali be good se vend à 300 000 exemplaires.
Patrick Topaloff est très affecté par la mort soudaine de Claude François, au mois de mars 1978. Il est l'un des premiers artistes à réagir et à rendre hommage à Claude François lors de sa mort.
Alors que le film américain Grease en 1978 triomphe sur les écrans, Topaloff enregistre la chanson Où est ma ch'mise grise ? (reprise de You're the One That I Want) dans lequel, déguisé en John Travolta, il donne la réplique à Sim déguisé en Olivia Newton-John. Plus de 500 000 disques sont vendus.
Au début des années 1980, il est très actif, à la fois en tournée, dans les galas, à la télévision. Il participe ainsi régulièrement aux Jeux de 20 heures ; il est plus tard désigné (non sans difficulté) « académicien permanent » de L'Académie des neuf animée par Jean-Pierre Foucault sur Antenne 2. Au milieu des années 1980, les deux émissions disparaissent et Patrick Topaloff divorce de sa femme, productrice qui gèrait sa carrière.
En 1987, il sort une chanson plus sérieuse, Il est venu pour les vacances, inspirée par la séparation d'avec son fils. Il tente également un duo avec Charlotte Julian, Va te faire cuire un œuf, mais le succès n'est pas au rendez-vous. Les années suivantes sont très difficiles. Ruiné par une pension alimentaire indexée sur les revenus du temps de sa gloire, il devient SDF,.
Il est pris en main par l'association La roue tourne de Janalla Jarnach en 1990, association qui vient en aide aux artistes sans ressources, où il trouve aide et conseils. Il est condamné à un an de prison en 1995 pour non-paiement de pension alimentaire, mais est libéré au bout de quatre mois grâce à son avocate qui est aussi sa nouvelle compagne. Il remonte rapidement en scène. Sa pièce Chérie noire est un succès.

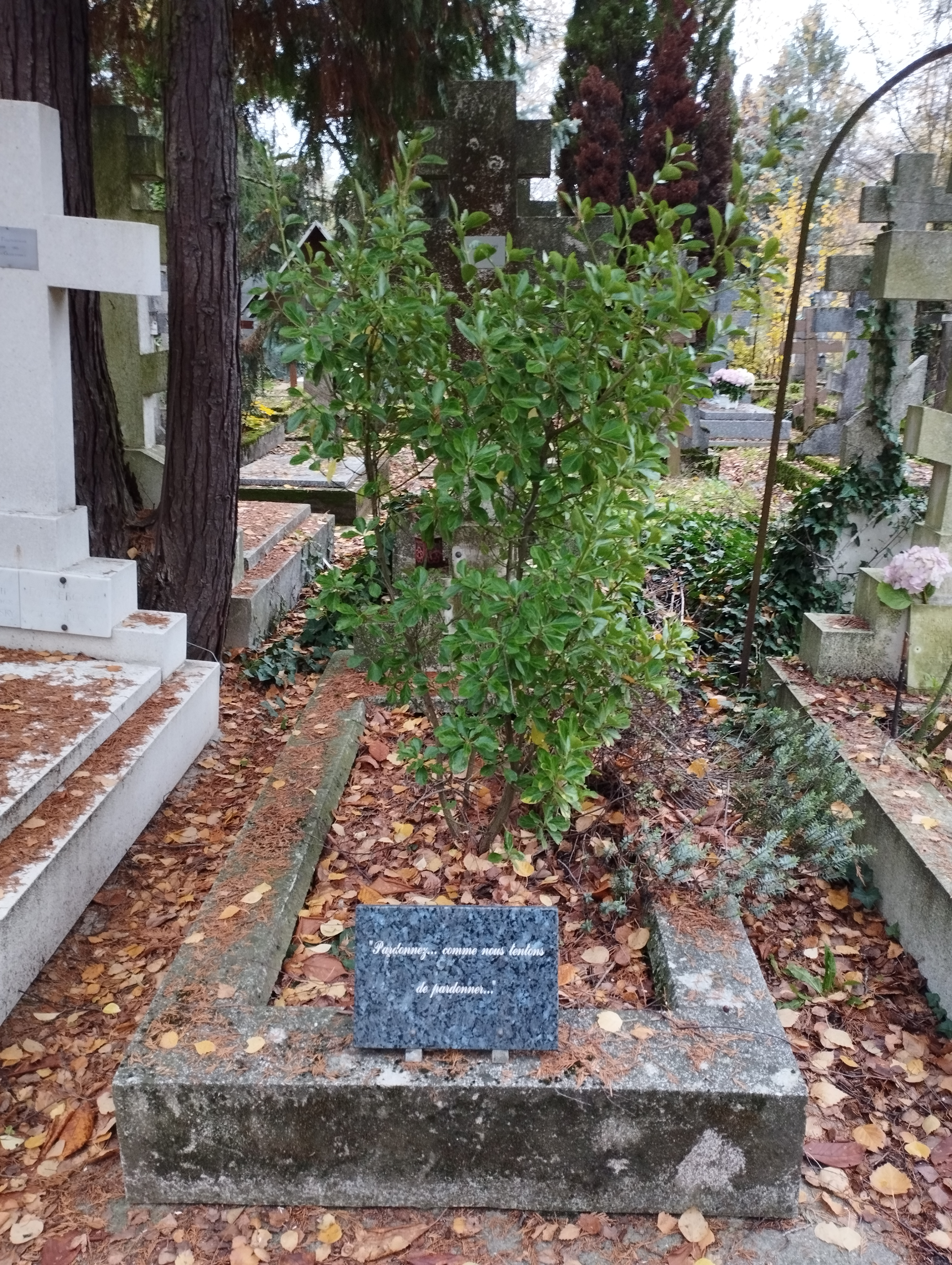
Tombe de Patrick Topaloff au cimetière russe de Sainte-Geneviève-des-Bois.

En 2001, invité à l'émission Les Z'amours sur France 2, il se déclare « prêt à faire ce que j'aime faire le plus au monde : le con ». À partir de 2002, il organise chaque année à Savy-Berlette au moment du Téléthon un concert de variété française avec le groupe Hélium.
En 2007, il participe à la tournée Âge tendre et Têtes de bois animée par Frédéric Zeitoun.

### Mort
Patrick Topaloff meurt à l'âge de 65 ans le 7 mars 2010 à Sèvres, des suites d'une crise cardiaque. Sa mort survient alors qu'il était toujours à l'affiche de la tournée Âge tendre et Têtes de bois, pour laquelle il avait donné un concert la veille.
Après des obsèques religieuses le 11 mars à l'église orthodoxe de la rue Daru à Paris (8e), il est inhumé au cimetière russe de Sainte-Geneviève-des-Bois dans l'Essonne.

## Discographie

### 45 tours (face A / face B)
- 1970 : Qu'i m'énerv' / Hou là là
- 1971 : J'ai bien mangé, j'ai bien bu / Maman viens me chercher
- 1971 : Je ne suis pas aidé (album J'ai bien mangé, j'ai bien bu)
- 1971 : La Semaine des quatre jeudis / Docteur aïe aïe
- 1971 : Le Zénana (album J'ai bien mangé, j'ai bien bu)
- 1971 : Quand ça va pas faut faire aller / Il vaut bien mieux être jeune, riche et beau
- 1971 : Tout doucement le matin et pas trop vite le soir / La gendarmerie
- 1972 : Moi je suis fidèle / Le chagrin sans les copains
- 1972 : Tous les Allemands sont musiciens / Topaloff superstar
- 1973 : C'est la vie de château / Dans mon café au lait
- 1974 : La Star / L'Amour et le Métro
- 1974 : Le Couple idéal / Sous le soleil de Rio (avec André Verchuren)
- 1974 : T'as le bonjour d'Alfred / Mets tes lunettes d'abord
- 1975 : Dans le trou là où / Ma gamelle
- 1975 : Les Batignolles / Allez relevez-vous
- 1976 : Ali be good / Topaloff à la coque
- 1976 : Allô ... Lola ... c'est Lolo / Dans ma baignoire
- 1976 : La Petite Bouffe (album Topaloff de Noël)
- 1976 : Perlinpinpin / La peur du gendarme
- 1976 : Topaloff de Noël
- 1978 : Germaine / Ma perruche
- 1978 : Les Rois du skateboard / Fin de saison pour un plagiste
- 1978 : Où est ma ch'mise grise ? (en duo avec Sim) / Ma belle américaine
- 1979 : Frenchy / La petite fanfare
- 1980 : Souffler dans l'ballon / Un p'tit peu d'air ça fait du bien
- 1981 : Ta ka alé / Doubidou bidou
- 1984 : J'ai plus d'sous / Le blues du PDG
- 1984 : Kataï le passe-muraille / Ginette et Raoul
- 1987 : Il est venu pour les vacances / Véronique
- 1988 : La vie c'est pan ! pan ! cul ! cul !
- 1990 : Va t'faire cuire un œuf (en duo avec Charlotte Julian)
- 1996 : Je monte dans le train (CD Patrick Topaloff)
- 1996 : Je n'suis pas bien portant (CD Patrick Topaloff)
- 1996 : La Saga des spermatos (CD Patrick Topaloff)
- 1996 : Le rap du bègue (CD Patrick Topaloff)
- 1996 : Plaidoirie d'un avocat de la défonce (CD Patrick Topaloff)
- 2003 : Où est ma ch'mise grise ? (reprise avec Sim) / C'est vraiment très intéressant
- 2004 : Hector le croque-mort

### Albums
- 1971 : J’ai bien mangé, j'ai bien bu (10 titres dont 2 inédits)
- 1976 : Topaloff de Noël (12 titres dont 2 inédits)
- 1977 : Ali be good (12 titres)
- 1982 : Les Fables de La Fontaine
- 1996 : Patrick Topaloff (12 titres dont 5 inédits)

## Filmographie
- 1967 : Les Poneyttes de Joël Le Moigné : l'animateur radio
- 1968 : Erotissimo de Gérard Pirès : 2e speaker à RT2
- 1973 : La Brigade en folie de Philippe Clair
- 1973 : La Tontine d'Alain-René Lesage (TV) : Ambroise
- 1973 : La Vie rêvée de Vincent Scotto de Jean-Christophe Averty (TV) : l'avocat
- 1974 : Le Plumard en folie de Jacques Lemoigne : Monsieur Loyal
- 1974 : Le Führer en folie de Philippe Clair : Toto
- 1974 : Par ici la monnaie de Richard Balducci : Wolfgang Amadeus Bozard
- 1975 : Trop c'est trop de Didier Kaminka
- 1977 : Drôles de zèbres de Guy Lux : Anatole Fridum
- 2005 : Rue des vertus de Aurélien Wiik (court-métrage)
- 2009 : L'Affaire Salengro d'Yves Boisset (TV)

## Publication
- Patrick Topaloff, Les pleurs du rire : de la lumière à l'ombre, Romorantin : Éd. CPE, Communication-presse-édition, 2000, 270 p.